# Dakar
Dakar je glavni grad Senegala, smješten na poluotoku Zelenom rtu), na atlantskoj obali zemlje. Njegov položaj na krajnjem zapadu kontinenta (Dakar je najzapadniji afrički grad) čini ga središtem europske i transatlantske trgovine s Afrikom; ova činjenica mu je pomogla da se razvije u glavnu luku u regiji.
Godine 2005. broj stanovnika područja utjecaja je bio oko 2,4 milijuna, od kojih oko milijun živi u užem dijelu grada. Pozicija mu je 14°41' sjeverno i 17°26' zapadno.
Dakar je glavni administrativni centar Senegala, sjedište Senegalske Nacionalne Skupštine i Predsjedničke palače.

## Povijest
Grad Dakar je formiran oko francuskog utvrđenja. Osnovan je 1857. godine nakon što su se stanovnici premjestili s obližnjeg otoka Gorée. Rastao je kao luka u dijelu oko željeznice za Saint-Louis (koja je bila otvorena 1885. ali se koristila samo za posebne ekskurzije). Grad je kasnije postao pomorska baza, i zamijenio je Saint-Louis te postao glavni grad Francuske Zapadne Afrike 1902.
Potom je bio glavni grad Federacije Mali koja je opstala svega godinu dana, od 1959. do 1960., nakon čega je postao glavni grad Senegala.
Od XVI. do XIX. stoljeća Goreé, a poslije Dakar je bio glavni centar atlantske trgovine robljem. Više robova je transportirano prema Zapadnoj polutki (uključujući Južnu Ameriku, Američke kolonije i Karibe) preko tog grada, nego preko bilo koje druge luke u cijeloj Africi. Tvrđavu Fort D'Estrees na otoku Gorée, u kojoj su se držali robovi, gdje su održavane aukcije te iz koje su se robovi smještali u brodove, senegalska je vlada pretvorila u muzej.

## Administracija
Grad Dakar je komuna (poznatija i kao commune de ville), jedna od 67 komuna u Senegalu. Komuna Dakar je uspostavljena od strane francuske kolonijalne administracije 17. lipnja 1887. tako što je izdvojena od komune Gorée. Komuna Gorée uspostavljena 1872. je bila jedna od najstarijih oblasti (općina) uspostavljenih u zapadnjačkom stilu, u Africi (zajedno s oblastima Alžir i Južna Afrika).
Komuna Dakar je postojala u sve od 1887. i bila je sačuvana od nove države Senegal i poslije nezavisnosti 1960., iako su njene granice bile pomicane s vremenom. Granice joj nisu mjenjane nakon 1983. Komunom vlada demokratski izabrano vijeće regije (conseil municipal) koje se bira na pet godina, i koje bira gradonačelnika. Dakar je imao 20 gradonačelnika od 1887. Prvi crni gradonačelnik je bio Blaise Diagne, od 1924. do 1934. Gradonačelnik s najdužim stažom je bio Mamadou Diop i vladao je 18 godina, od 1984. do 2002.
Komuna Dakar je također i department (oblast), jedan od 34 departmenta u Senegalu. Ovo je slično statusu Pariz u Francuskoj koji je i komuna i department. Ipak, za razliku od francuskih departmana departmenti u Senegalu nemaju nikakvu političku moć (ne postoji njihova skupština), i oni predstavljaju samo lokalne administrativne strukture države, zadužene za brigu o nekim administrativnim uslugama kao i za kontrolu aktivnosti komuna unutar departmenta. 
Department Dakar je razdijeljen na četiri dijela (arrondissements): Almadies, Grand Dakar, Parcelles Assanies (literarno značenje naziva bi bilo isušena/drenažirana parcela, i ovo je najnaseljeniji dio Dakara) i Plateau/Gorée (predgrađe Dakara).
1996. velika reforma administrativne i političke podjele Senegala je izglasana od strane Parlamenta. Komuna Dakar, sa svojih milijun stanovnika, ocjenjena je prevelikom i prenaseljenom da bi mogla biti efikasno vođena kao jedna općinska jedinica, i tako je, 30. kolovoza 1996. Dakar podijeljen u 19 oblasti (communes d'arrondissement).
Ovim oblastima date su široke ovlasti, i po ovlastima dosta podsjećaju na prave komune države. Imaju više ovlasti nego pariške općine/oblasti i dosta podsjećaju na London i okolne gradove. Komuna Dakar je ostala nadležna nad ovim oblastima i koordinira njihove aktivnosti.
Ovih 19 oblasti (communes d'arrondissement) pripadaju bilo kojem od 4 ranije navedena dijela (arrondissements) komune Dakar, i prefekti tih dijelova su zaduženi za kontrolu sebi podređenih oblasti.
Oblast (commune d'arrondissement) Dakar-Plateau (34.626 stanovnika) u dijelu (arrondissements) Plateau/Gorée, je povijesno srce grada, i najveći broj ministarstava i centara javne uprave je smješten u tom dijelu. Najgušće naseljena oblast je Médina (136.697 stanovnika), također u dijelu Plateau/Gorée. Oblast Yoff (55.995 stanovnika) u dijelu Almadies je najveća oblast. Najmanja je Île de Gorée (1.034 stanovnika), u dijelu Plateau/Gorée.
Departman Dakar je jedan od četiri departmana dakarske regije, koja predstavlja jednu od 11 senegalskih regija. Regija Dakar obuhvaća grad Dakar zajedno s predgrađima na cijelom poluotoku Zelenom rtu. To je, grubo gledano, isti teritorij koju zauzima dakarsko metropolitansko područje.
Od administrativnih reformi 1996. regije Senegala, koje su dotad bile samo lokalne administrativne jedinice centralizirane države, prerastaju u punopravne političke jedinice, sa svojim demokratski izabranim vijećima i regionalnim predsjednicima. Data im je široka autonomna moć, da upravljaju ekonomskim razvojem, transportom i problemima zaštite okoliša, i naravno moraju da koordiniraju taj rad s drugim regijama.

## Znamenitosti
Pažnju privlače veliki tržni centri i marketi, zatim dakarska Velika džamija (sagrađena 1964.), otok Gorée, IFAN muzej zapadnoafričke kulture, plaže, Hann park koji je ujedno i dom senegalskog zoološkog vrta. Dakar predstavlja i završnu točku poznatog relija Dakar.
Grad ima svoju luku, ali i međunarodni aerodrom Léopold Sédar Senghor. Sveučilište je utemeljeno 1957.

## Vanjske poveznice
- Službena stranica

### Ostali projekti
|  | Zajednički poslužitelj ima još gradiva o temi Dakar |